# Gyertyánfa (település)
Gyertyánfa (1892-ig Hrabicsó, 1902-ig Gyertyánfa-Élesmart, szlovákul: Hrabičov) község Szlovákiában, a Besztercebányai kerületben, a Zsarnócai járásban.

## Fekvése
Zsarnócától 7 km-re, északnyugatra fekszik.

## Nevének eredete
Neve a szlovák hrab (= gyertyánfa) főnévből ered.

## Története
1228-ban a revistyei váruradalom határleírásában említik először. Első lakói aranymosók voltak, akik a környező patakokban mostak aranyat. Később favágással és szénégetéssel foglalkoztak. A faluról az első összeírás 1674-ből származik, amikor 20 gazda élt a településen. A 18. század közepén a gyertyánfai malom az uradalomba 25 mérő búzát adott. 1828-ban 51 házában 348 lakos élt. A falu iskolája 1888-ban épült. 1862-ben 475-en, 1890-ben 955-en lakták. Lakói mezőgazdaságból, erdei munkákból, szénégetésből  éltek.
Vályi András szerint "HRABITSA. Szabad puszta Bars Várm. földes Ura a’ K. Kamara, fekszik Felső Hámorhoz nem meszsze, és annak filiája."
Fényes Elek szerint "Hrabicsov, puszta, Bars vmegyében, F. Hámor fiókja, 306 kath. lakossal."
A trianoni békeszerződésig Bars vármegye Garamszentkereszti járásához tartozott. Lakói együttműködtek a partizánokkal, ezért a németek 1945 januárjában felgyújtották. A faluban 66 ház leégett, lakói elmenekültek. Később újjáépítették, lakói Garamszentkereszt és Zsarnóca üzemeiben dolgoznak.

## Népessége
| Év:            | 1994. | 2004.   | 2014.   | 2024.   |
| -------------- | ----- | ------- | ------- | ------- |
| Emberek száma: | 617   | 619     | 589     | 548     |
| Eltérés:       |       | +0,32 % | -4,84 % | -6,96 % |

| Év:            | 2023. | 2024.   |
| -------------- | ----- | ------- |
| Emberek száma: | 553   | 548     |
| Eltérés:       |       | -0,90 % |

1910-ben Élesmarttal együtt 1092, túlnyomórészt szlovák lakosa volt.
2001-ben 609 lakosából 606 szlovák volt.
2011-ben 598 lakosából 543 szlovák.

## Nevezetességei
A Hétfájdalmú Szűzanya tiszteletére szentelt, római katolikus temploma 1996-ban épült a korábbi, 1950-ben épített fatemplom helyén.

## Külső hivatkozások
- Községinfó
- Gyertyánfa Szlovákia térképén
- Gyertyánfa a Mynoviny oldalán